# 文德角

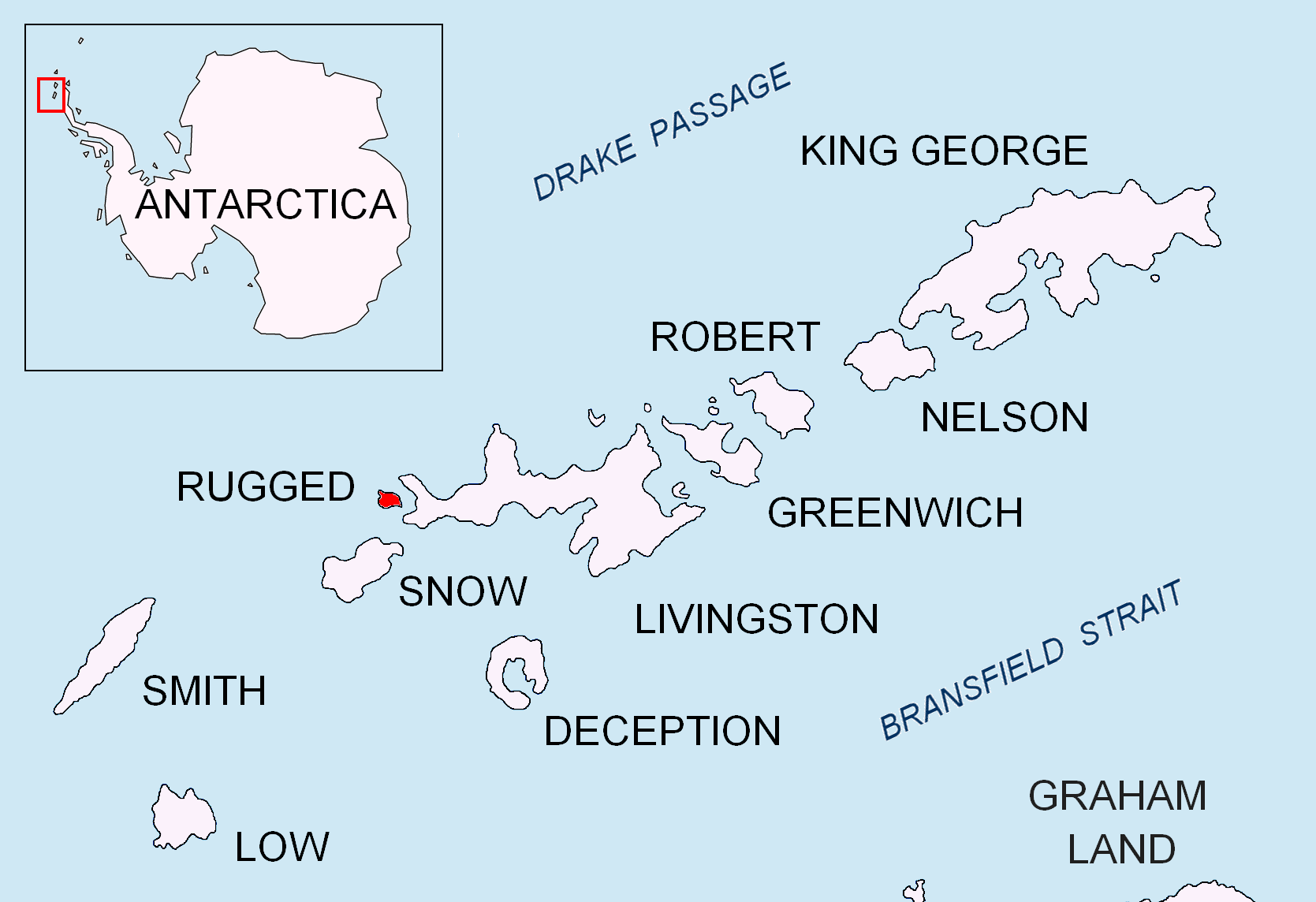

文德角是南極洲的海岬，位於南設得蘭群島的拉吉德島東端，處於拉德夫角東北面1.05公里、赫林角東南面1.31公里、拉格爾角西北面2.03公里。
62°37′58.1″S 61°11′20.5″W / 62.632806°S 61.189028°W